# Kuruáya
Le kuruáya est une langue tupi parlée au Brésil le long du Curuá, une rivière du bassin du Rio Xingú, dans l'État du Pará.
Le kuruáya constitue, avec le mundurukú, la famille des langues mundurukú, une des branches des langues tupi. La langue est éteinte, et n'a plus que quelques locuteurs partiels.

## Phonologie

### Voyelles
|         | Antérieure  | Centrale    | Postérieure |
| ------- | ----------- | ----------- | ----------- |
| Fermée  | i [i] ĩ [ĩ] | ɨ [ɨ]       |             |
| Moyenne | e [e] ẽ [ẽ] |             | o [o] õ [õ] |
| Ouverte |             | a [a] ã [ã] | ɔ [ɔ]       |

### Consonnes
|               |               | Bilabiale | Dentale | Palatale | Vélaire | Glottale |
| ------------- | ------------- | --------- | ------- | -------- | ------- | -------- |
| Occlusives    | Sourdes       | p [p]     | t [t]   |          | k [k]   | ʔ [ʔ]    |
| Occlusives    | Sonores       | b [b]     | d [d]   |          |         |          |
| Fricatives    | Sourdes       |           | s [s]   | ʃ [ʃ]    |         | h [h]    |
| Fricatives    | Sonores       |           | ð [ð]   |          |         |          |
| Affriquées    | Sourdes       |           |         | t͡ʃ [t͡ʃ]  |         |          |
| Affriquées    | Sonores       |           |         | d͡ʒ [d͡ʒ]  |         |          |
| Nasales       | Nasales       | m [m]     | n [n]   |          | ŋ [ŋ]   |          |
| Liquides      | Liquides      |           | r [r]   |          |         |          |
| Semi-voyelles | Semi-voyelles | w [w]     |         |          | y [j]   |          |